# Tiden på gaden
|  | Denne artikel er oprettet af botten PalnaBot ud fra en ekstern database. Den kan derfor have sproglige fejl eller mangler. Denne skabelon kan fjernes efter kontrol af indholdet. |

Tiden på gaden er en film instrueret af Cai-Ulrich von Platen.

## Handling
Filmen foregår i en by. I det offentlige rum, på gaderne mellem husene. Gaderne domineres af trafikken. Den store målrettede bevægelse af biler, cykler og fodgængere på vej fra et sted til et andet. Med filmudstyret lastet på en budcykel kørte jeg rundt i byen, og stillede kameraet op på udvalgte steder. Jeg trykkede på knappen, og lod tilfældet råde.